# Firmiana minahassae
Firmiana minahassae är en malvaväxtart som först beskrevs av Sijfert Hendrik Koorders, och fick sitt nu gällande namn av André Joseph Guillaume Henri Kostermans. Firmiana minahassae ingår i släktet Firmiana och familjen malvaväxter. Inga underarter finns listade i Catalogue of Life.